# Sint-Joriskerk (Eggelingen)
De  Sint-Jorikskerk (St.-Georg-Kirche) is het kerkgebouw van de lutherse gemeente in Eggelingen, een Ortsteil van de Oost-Friese stad Wittmund. De romaanse kerk, waarvan de muren tot 13,16 meter reiken, behoort tot de hoogste van Oost-Friesland en werd oorspronkelijk aan de Sint-Joris gewijd.  

## Geschiedenis
De Joriskerk gaat terug op een zaalkerk met een halfronde ingesnoerde oostelijke apsis, die tussen 1300 en 1400 op een kunstmatig opgeworpen warft op een fundament van granieten stenen werd gebouwd. Ten zuiden van de kerk bevindt zich een vrijstaande klokkentoren, die lager is dan de kerk zelf. Kerkenrechtelijk behoorde de kerk tot de seendkerk van Wittmund. 
Op 29 november 1836 werd tijdens een zware orkaan het dak van de Joriskerk weggeslagen en stortte de westelijke gevel in. De wederopbouw van de kerk vond gedeeltelijk gewijzigd plaats. Daarbij werden de muren met drie meter tot de huidige hoogte verlaagd en kreeg het gebouw in plaats van een zadeldak een schilddak. De kleine romaanse ramen werden vergroot om zo meer licht binnen te laten. Eveneens werden bij deze verbouwing de toegang naar het westen verplaatst en de tweede zijportalen dichtgemetseld, waarvan het noordelijke noormannenportaal tegenwoordig nog te herkennen is. Tijdens de werkzaamheden vond men op de brede muur direct onder het dak een met vuil bedekt menselijk skelet. Vermoedelijk betrof het een stoffelijk overschot van een krijger, die zich na gevechtshandelingen terug had getrokken in de kerk en hier stierf. Na twee jaar werk aan de kerk vond op 9 december 1838 de hernieuwde inwijding van het kerkgebouw plaats.
Bij de renovatie van de kerk in 1992 werd in de zuidelijke muur de dichtgemetselde hagioscoop herontdekt. Binnen liet men de hagioscoop open, maar buiten is de hagioscoop weer gesloten.

## Interieur
Het oude doopvont van Baumberger zandsteen is het oudste voorwerp, maar bleef slechts voor een deel bewaard. Aangenomen wordt dat het doopvont even oud is als de kerk zelf. Toen de kerk tijdens de orkaan gedeeltelijk werd verwoest, raakte ook het doopvont beschadigd en werd het samen met het puin uit het kerkgebouw verwijderd. In de 20e eeuw werd het herontdekt en teruggebracht naar de kerk. Voor de verwoesting werd het doopvont door halve zuilen in zes velden verdeeld, waarop hautreliëfs met scènes uit het leven van Jezus staan uitgebeeld.   
Het altaar bevindt zich in het oostelijke deel van de kerk. Het werd in 1659 door Jacob Cröpelin vervaardigd en door burgers van Eggelingen geschonken, waarvan de namen zich op een houten paneel aan de noordelijke muur bevinden. Het altaarstuk bevat drie schilderijen met voorstellingen van het Avondmaal, de Kruisiging en de Graflegging. De zijdelings aangebrachte beelden zijn de vier evangelisten. Het altaar wordt bekroond met het beeld van een triomferende Christus.
De avondmaalskelk en een pateen stammen uit het jaar 1699. 
Het klankbord van de zich aan de zuidelijke muur bevindende preekstoel wordt bekroond met een kruis. 
De kerkbanken dateren van na de wederopbouw van de kerk. Van de 50 banken met telkens zes zitplaatsen waren 28 banken voor de mannen en 22 banken voor de vrouwen bestemd. Op de orgelvloer bevinden zich nog eens vier banken met vier zitplaatsen.

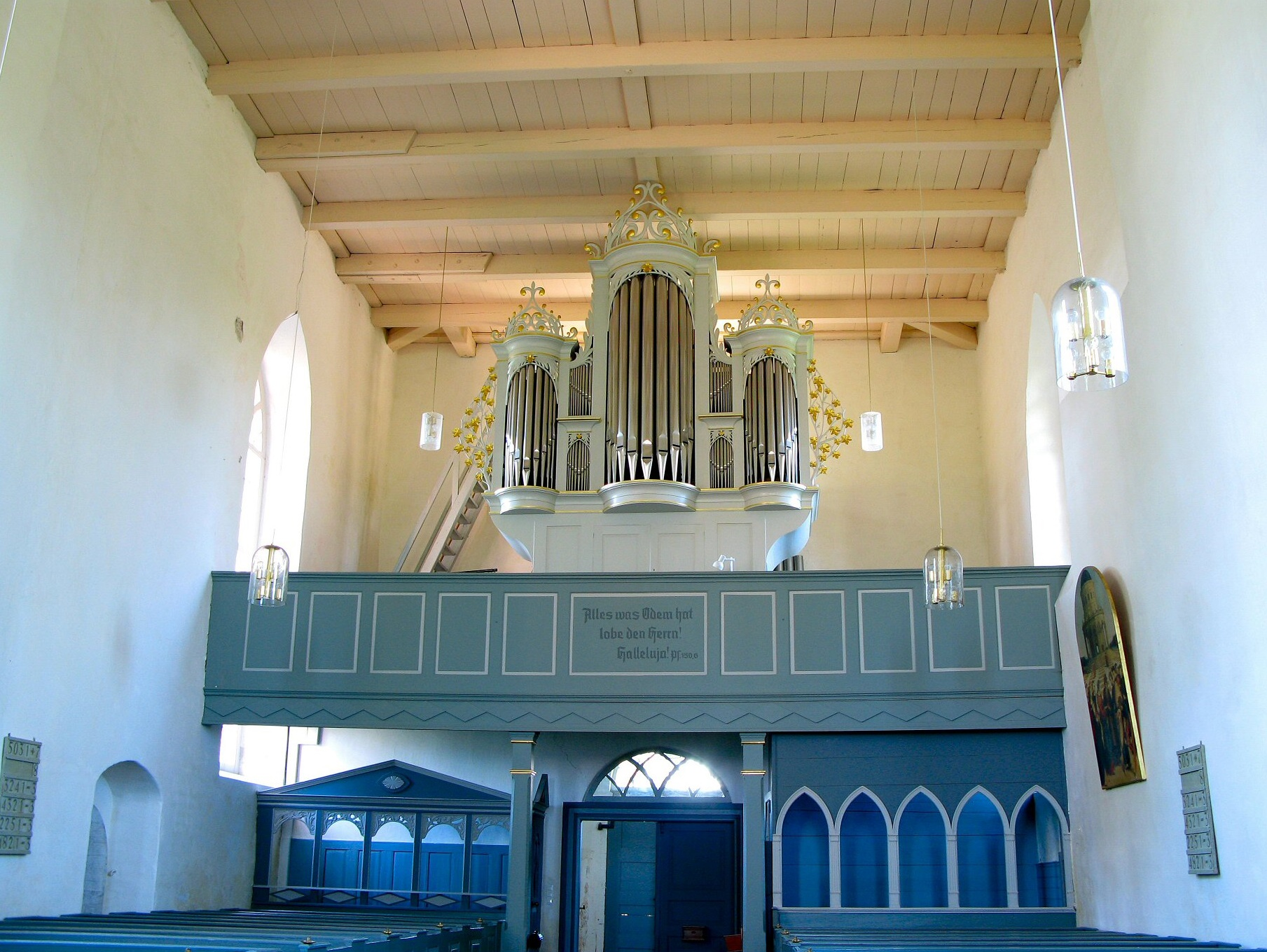
Orgel

## Orgel
Met de instorting van de kerk ging ook het orgel van Hinrich Just Müller uit 1771 verloren. Ter vervanging werd in 1846 een nieuw instrument van Gerd Sieben Janssen uit Aurich opgesteld. Dit orgel werd in 1904 door Johann Martin Schmid gewijzigd. Tijdens de renovatie werd het orgel in 1999 door de orgelbouwfirma Alfred Führer uit Wilhelmshaven met uitzondering van de beide tongenregisters in de oude staat van 1846 teruggebracht. Het eenmanualige instrument met aangehangen pedaal werd voor 10 registers gebouwd, twee registers (dulciaan 16’, trompet 8’) zijn vanwege de kosten nog vacant.
| Manuaalwerk C–f3 |              |     |         |
| 1.               | Principaal   | 8′  | J, F    |
| 2.               | Bourdon      | 16′ | J       |
| 3.               | Gedekt       | 8′  | J       |
| 4.               | Salicionaal  | 8′  | J, S, F |
| 5.               | Octaaf       | 4′  | J       |
| 6.               | Fluit        | 4′  | J       |
| 7.               | Octaaf       | 2′  | J, F    |
| 8.               | Mixtuur III  | F   |         |
| 9.               | Dulciaan B/D | 16′ | vacant  |
| 10.              | Trompet B/D  | 8′  | vacant  |
|                  | Tremulant    |     |         |

| Pedaal C–c1 |             |
|             | aangehangen |

- Speelhulpen: vaste combinaties (Forte: Nr. 2, 5, 7, 8; Piano: Nr. 1, 2, 5, 7, 8)

Opmerkingen
J = registers van Gerd Sieben Janssen, Aurich (1846)
S = registers van Johann Martin Schmid, Oldenburg (1904)
F = registers van Alfred Führer, Wilhelmshaven (1999)